# ドルヴァル駅 (AMT)
ドルヴァル駅（Dorval）はカナダケベック州ドルヴァル カージナル・アヴェニュー 900にある近郊列車RTMの駅。

## 概要
隣接してVIA鉄道が発着するドルヴァル駅があり、両駅は接続されている。平日に1日12～13往復程度が発着するが、大半は朝は郊外からモントリオール市街地方面、夕方はモントリオール中心部から郊外へ向かう列車が中心の運行となっている。

## 乗り入れ路線
- ■ RTM ヴォードゥルイユ・ハドソン線（英語版）

平日で見ると朝はモントリオール中心部方面への列車が6時～8時台に9本、日中は11時～17時台の2本、夜は20時台に1本あるのみである。また、モントリオール中心部から当駅へは朝は7時～10時台に3本、日中は12時台に1本、夕方は15時～18時台に9本、夜は21時台に1本のみである。週末は1日3～4往復しか運行していない。

## バス
STM公社が運行する路線バス204系統Cardinにより、モントリオール国際空港と結ばれている。所要時間約4分。20～40分間隔と本数が少ない。空港ターミナルまでは1㎞強なので徒歩で行くことも可能である。